# Prix international de la fiction arabe
Le prix international de la fiction arabe (ou en anglais International Prize for Arabic Fiction (IPAF)) (en arabe : الجائزة العالمية للرواية العربية) a été créé en avril 2007 à Abu Dhabi. Il s'agit d'un prix littéraire délivré par la Booker Prize Foundation à Londres, et soutenu par la Fondation Emirates à Abou Dabi. Le prix récompense spécifiquement la prose de fiction en arabe. Chaque année, le lauréat reçoit 50 000 $US et les six auteurs retenus pour participer au prix reçoivent 10 000 $US chacun. Le premier prix a été donné en 2008 à l'auteur Bahaa Taher pour son roman L'Oasis du Couchant.
L'objectif de ce prix est de reconnaître et de récompenser l'excellence dans l'écriture de fiction arabe contemporaine, et d'encourager un plus large lectorat de la littérature arabe dans la région et à l'échelle internationale. Le prix est également conçu pour inciter la traduction et la promotion de la langue arabe littéraire dans d'autres grandes langues du monde. Un conseil d'administration indépendant est responsable de la nomination de six nouveaux juges chaque année, et de la gestion globale des prix.
Pour l'hebdomadaire égyptien Al-Ahram, la naissance de ce prix vient « confirmer qu’il existe une génération d’écrivains importants qui prend la relève après Mahfouz », prix Nobel égyptien de littérature en 1988.

## Lauréats
| Année | Auteur                    | Titre                                                                                  | Genre | Pays            |
| ----- | ------------------------- | -------------------------------------------------------------------------------------- | ----- | --------------- |
| 2008  | Bahaa Taher (en)          | واحة الغروب                                                                            | roman | Égypte          |
| 2009  | Youssef Ziedan            | عزازيل (La Malédiction d'Azazel)                                                       | roman | Égypte          |
| 2010  | ‘Abduh Khāl               | ترمي بشرر (Les Basses Œuvres)                                                          | roman | Arabie saoudite |
| 2011  | Mohammed Achaari          | القوس والفراشة (al-Qaws wa-al-farashah (ar), L'Arc et le papillon)                     | roman | Maroc           |
| 2011  | Raja Alem                 | طوق الحمام (Le Collier de la colombe (en))                                             | roman | Arabie saoudite |
| 2012  | Rabee Jaber (en)          | دروز بلغراد (Les Druzes de Belgrade (ar))                                              | roman | Liban           |
| 2013  | Saud Alsanousi (en)       | ساق البامبو (sâq al-bâmbou (ar), La Pousse de bambou)                                  | roman | Koweït          |
| 2014  | Ahmed Saadawi (en)        | فرانكشتاين في بغداد (Frankenstein in Baghdad (en))                                     | roman | Irak            |
| 2015  | Chokri Mabkhout           | الطلياني (The Italian (en))                                                            | roman | Tunisie         |
| 2016  | Rabai al-Madhoun (en)     | مصائر: كونشرتو الهولوكوست والنكبة                                                      | roman | Palestine       |
| 2017  | Mohammed Hasan Alwan      | موت صغير                                                                               | roman | Arabie saoudite |
| 2018  | Ibrahim Nasrallah         | حرب الكلب الثانية                                                                      | roman | Jordanie        |
| 2019  | Hoda Barakat              | Courrier de nuit                                                                       | roman | Liban           |
| 2020  | Abdelouahab Aissaoui (en) | الديوان الإسبرطي (ar) (Al-dîwân al-isbirithi, La Cour spartiate)                       | roman | Algérie         |
| 2021  | Jalal Barjas (en)         | دفاتر الوراق (ar) (Dafâtîr al-warrâq, Les Carnets de notes du vendeur de livre)        | roman | Jordanie        |
| 2022  | Mohamed Alnaas (ar)       | خبز على طاولة الخال ميلاد (Bread on Uncle Milad's Table (en))                          | roman | Libye           |
| 2023  | Zahran Alqasmi (en)       | تغريبة القافر (ar) (en anglais The Water Diviner)                                      | roman | Oman            |
| 2024  | Bassem Khandaqji (en)     | قناع بلون السماء (ar) (qina' blaoun al-sma', en anglais A Mask, the Colour of the Sky) | roman | Palestine       |
| 2025, | Mohamed Samir Nada (ar)   | صلاة القلق (en anglais : The Prayer of Anxiety)                                        | roman | Égypte          |